# Montfaucon (Aisne)
Montfaucon é uma comuna francesa na região administrativa de Altos da França, no departamento de Aisne. Estende-se por uma área de 15,36 km². Em 2010 a comuna tinha 209 habitantes (densidade: 13,6 hab./km²).